# أدي غوردون
أدي غوردون (بالعبرية: עדי גורדון‏) (4 مارس 1966 في إسرائيل - ) هو لاعب كرة سلة إسرائيلي في مركز الهجوم خلفي، شارك في بطولة كأس العالم لكرة السلة 1986 وبطولة أمم أوروبا لكرة السلة 1995 وبطولة أمم أوروبا لكرة السلة 1987 وبطولة أمم أوروبا لكرة السلة 1993. ولعب مع Hapoel Galil Elyon ‏ ونادي هبوعيل حولون ومكابي حيفا (كرة السلة) ‏ ونادي هبوعيل القدس لكرة السلة وHapoel Haifa B.C. ‏ وMaccabi Hadera (basketball) ‏.

## وصلات خارجية
- أدي غوردون على موقع الاتحاد الدولي لكرة السلة (الإنجليزية)
- أدي غوردون على موقع كرة السلة الأوروبية.كوم (الإنجليزية)
- أدي غوردون على موقع بروبوليرز (الإنجليزية)